# Jon Anderson (atleet)
Jon Peter Anderson (Eugene, 12 oktober 1949) is een voormalige Amerikaanse atleet, die was gespecialiseerd in de lange afstand.

## Loopbaan
Anderson nam deel aan de Olympische Spelen van München in 1972 op de 10.000 m, waar hij in zijn serie achtste werd in 28.34,2 en was uitgeschakeld voor de finale. Een jaar later won hij de Boston Marathon in 2:16.03. Zijn beste marathon liep hij in 1980 tijdens de Nike-OTC Marathon in Eugene, zijn woonplaats, waarin hij finishte in 2:12.03.
Op 13 juni 1981 won Anderson de marathon van Antwerpen in 2:17.32. Een jaar later zegevierde hij eveneens in de marathon van Honolulu in 2:16.54. Ook behaalde hij in 1984 met 2:13.18 de overwinning in de marathon van Sydney in Australië.
In zijn actieve tijd was Anderson aangesloten bij de Oregon Track Club in Eugene.

## Persoonlijke records
| Afstand        | Prestatie | Datum             | Plaats   |
| -------------- | --------- | ----------------- | -------- |
| 3000 m         | 8.11,8    | 17 september 1972 | Rieti    |
| 3 Eng. mijl    | 13.18,6   | 1972              |          |
| 5000 m         | 13.45,8   | 2 augustus 1972   | Oslo     |
| 6 Eng. mijl    | 27.40,2   | 1973              |          |
| 10.000 m       | 28.34,2   | 31 augustus 1972  | München  |
| 3000 m steeple | 9.01,0    | 1970              |          |
| 15 km          | 45.05     | 29 juni 1980      | Portland |
| 20 km          | 1:01.23   | 14 april 1984     | Medford  |
| 30 km          | 1:36.59   | 30 oktober 1982   | Phoenix  |
| marathon       | 2:12.03   | 7 september 1980  | Eugene   |

## Palmares

### 3000 m
- 1972: 5e Rieti Meeting - 8.11,8

### 5000 m
- 1972: 4e Brussel - 13.55,8

### 10.000 m
- 1972:  US Olympic Trials in Eugene - 29.08,2
- 1972: 8e in serie OS in München - 28.34,2
- 1974: 6e AAU kamp. in Westwood - 28.49,0

### 10 km
- 1979:  Diet Pepsi in Seattle - 31.13
- 1980:  Steve Prefontaine Memorial in Coos Bay - 30.06
- 1982:  Viking Classic in Portland - 30.05
- 1983: 5e Butte to Butte in Eugene - 30.38

### 20 km
- 1972:  20 km van Portola Valley - 1:01.40,2
- 1984:  Pear Blossom in Medford - 1:01.23

### halve marathon
- 1982:  halve marathon van Cottage Grove - 1:05.48

### 30 km
- 1982:  Magical - 1:36.59

### marathon
- 1971:  marathon van Petaluma - 2:23.44
- 1972:  marathon van Eugene - 2:25.11
- 1973:  marathon van Burlingame - 2:23.57
- 1973:  marathon van Boston - 2:16.03
- 1973: 4e marathon van Fukuoka - 2:15.52,8
- 1975:  marathon van Eugene - 2:16.08
- 1979: 66e marathon van Eugene - 2:24.21
- 1979: 9e New York City Marathon - 2:16.38
- 1980: 4e marathon van Eugene - 2:12.03
- 1981:  marathon van Antwerpen - 2:17.32
- 1981: 22e marathon van Eugene - 2:19.23
- 1981:  marathon van Honolulu - 2:16.54
- 1982: 4e marathon van Houston - 2:14.21
- 1982:  marathon van Los Angeles - 2:18.30
- 1982: 13e marathon van Eugene - 2:14.53
- 1982: 8e marathon van Honolulu - 2:23.12
- 1983: 34e marathon van Boston - 2:16.20
- 1983: 6e marathon van Sydney - 2:16.50
- 1984: 5e marathon van Oita - 2:13.22
- 1984:  marathon van Sydney - 2:13.18
- 1984: 4e marathon van Seoel - 2:16.04

### veldlopen
- 1977: 106e WK in Düsseldorf - 40.11
- 1980: 48e WK in Parijs - 38.27
- 1983: 57e WK in Gateshead - 38.25